# Bill Charlap
Bill Charlap (teljes nevén: William Morrison Charlap) (New York, 1966. október 15. –) amerikai dzsesszzongorista.

## Stílus
Stílusában egyesíti az Oscar Peterson, Bud Powell, Red Garland, Wynton Kelly és Thelonious Monk teremtette zenei hagyományt. Zömmel középtempójú szvinget játszik triójával.

## Lemezek
- And Then Again (2024)
- Street of Dreams (2021)
- Uptown, Downtown (2017)
- The Silver Lining: The Songs of Jerome Kern (2015)
- Something to Remember (2013)
- Blues in the Night (2012)
- Love You Madly (2012)
- I'm Old Fashioned (2010)
- Bill Charlap & Sean Smith (2010)
- Double Portrait (2010)
- Live at the Village Vanguard (2007)
- Love Is Here to Stay (2005)
- Plays George Gershwin: The American Soul (2005)
- Monterey Jazz Festival Saturday September 18 2004 (2004)
- Somewhere: The Songs of Leonard Bernstein (2004)
- S'Wonderful (2002)
- Stardust (2002)
- Things We Did Last Summer (2002)
- 2gether (2001)
- European Jazz Piano Trio: Artfully, Vol. 1 (2001)
- Written in the Stars (2000)
- All Through the Night (1998)